# パープル ミステリー
「パープル ミステリー」（Purple Mystery）は、1983年2月21日に発売された石川ひとみの16枚目のシングル。発売元はNAVレコード。

## 概要
表題曲は、NHK総合テレビで放送されたアマチュア音楽作品審査番組『あなたのメロディー』で優秀賞を受けた楽曲である。当番組でも石川が歌唱した。同曲を制作した川越進は、応募当時高校生であった。
レコード化に際しては、詞の一部が変更され、松任谷正隆により新たなアレンジが施されている。
B面曲の「ガラスの恋人」は、2年前の1981年発売のオリジナル・アルバム『夢模様』に収録されている。シングル化に際してのアレンジ変更などは行われていない。

## 収録曲
1. パープル ミステリー（3分42秒）
作詞・作曲：川越進／編曲：松任谷正隆
2. ガラスの恋人（4分5秒）
作詞：竜真知子／作曲：服部清／編曲：戸塚修